# Mirosław Minkina (działacz hokejowy)
Mirosław Józef Minkina (ur. 1965) – polski działacz przemysłowy i sportowy, prezes zarządu Polskiego Związku Hokeja na Lodzie od 2018.

## Życiorys
Urodził się w 1965. Figurował w gronie wspólników Grupy BMB społki z o.o., BMB Barton Moretti Bisset i był członkiem zarządu GKS Urania Ruda Śląska. 
Do 2018 był wiceprezesem zarządu Polskiego Związku Hokeja na Lodzie. 27 listopada 2018 wybrany prezesem zarządu PZHL. 28 września 2021 ponownie wybrany na to stanowisko.